# Плесецька сільська рада
| Плесецька сільська рада — орган місцевого самоврядування у Фастівському районі Київської області з адміністративним центром у с. Плесецьке. Водоймища на території, підпорядкованій даній раді: річки Плиска, Унава. Сільській раді підпорядковані населені пункти: - с. Плесецьке |

## Склад ради
Рада складається з 20 депутатів та голови.

### Керівний склад ради
| ПІБ                       | Основні відомості                                                                  | Дата обрання | Дата звільнення |
| ------------------------- | ---------------------------------------------------------------------------------- | ------------ | --------------- |
| Луценко Микола Данилович  | Сільський голова, 1962 року народження, освіта, член Соціалістичної партії України | 26.03.2006   | 31.10.2010      |
| Луценко Микола Данилович  | Сільський голова, 1962 року народження, освіта вища                                | 19.06.2011   | 09.03.2013      |
| Мошковська Ніна Микитівна | Сільський голова, 1960 року народження, освіта середня спеціальна, позапартійна    | 15.12.2013   |                 |

Примітка: таблиця складена за даними джерела